# مارجوري بيبي
مارجوري إيلين بيبي (بالإنجليزية: Marjorie Eileen Beebe) (9 أكتوبر 1908 – 9 مايو 1983) كانت ممثلة سينمائية أمريكية نشطت في هوليوود خلال أواخر عشرينيات وثلاثينيات القرن العشرين، واشتهرت بأدوارها الكوميدية في أفلام قصيرة وطويلة خلال العصر الذهبي للأفلام الصامتة والناطقة.

## المسيرة
بدأت بيبي مسيرتها الفنية في أواخر عشرينيات القرن العشرين، وظهرت في مجموعة من الأفلام القصيرة التي أنتجتها استوديوهات مثل فوكس فيلم و مك سينيت، حيث تخصصت في الأدوار الكوميدية، وغالبًا ما لعبت دور الفتاة الطيبة الساذجة في مواقف ساخرة. من أبرز أفلامها:
- The Campus Vamp (1928)
- The Rodeo Rube (1929)
- Hold Your Hat (1930)

عملت إلى جانب عدد من كبار الكوميديين في تلك الفترة، وشاركت في ما يزيد عن 60 فيلمًا قصيرًا وطويلاً حتى نهاية مسيرتها السينمائية عام 1939.

## الوفاة
توفيت مارجوري بيبي في 9 مايو 1983 بمدينة سان فرانسيسكو بولاية كاليفورنيا عن عمر ناهز 74 عامًا.

## وصلات خارجية
- صفحة مارجوري بيبي على IMDb
- سيرتها في AllMovie